# Mentallo
Mentallo（メンタロ、1979年9月25日 - ）は、カナダ出身の覆面レスラー。

## 来歴
- 1997年にレスラーデビューを果たす。
- 2002年3月、カナダの団体PCW（プレミア・チャンピオンシップ・レスリング、Premier Championship Wrestling）を主戦場に移し、ケニー・オメガとの勝負が話題となる。
- その後、PCWヘビー級王座、PCWタッグ王座、PCWジュニアヘビー級王座、GDW王座など、数々のタイトルを獲得する。
- 長年に渡り所属していたPCWを離れる、各団体に参戦。ブライアン・ダニエルソンからも勝利する。
- 2010年3月、「SMASH」に参戦。ワールドトライアウトマッチにてTAJIRIと対戦。
- 好ファイトが評価されトライアウトに合格。以来SMASHにレギュラー参戦していた。一方でRayとのミックスタッグでアイスリボンにも参戦した。
- King、Flying Panther Ali、Black Magic、Hysteriaなどのリングネームを使用したこともある[1]。

## 得意技
- ノーザンライト・ボム
- ノーザンライト・スープレックス
- TTD

## 獲得タイトル
- PCWヘビー級王座
- PCWタッグ王座
- PCWジュニアヘビー級王座
- GDW王座